# Luigi Silori
(Libero Bigiaretti, dalla prefazione al romanzo La gran vecchia, op. cit.)
Luigi Silori (Roma, 19 novembre 1921 – Roma, 9 luglio 1983) è stato uno scrittore, critico letterario, conduttore televisivo e radiofonico italiano.

## Biografia

### L'infanzia e l'adolescenza
Luigi Silori nacque a Roma, da un'antica stirpe umbra, nel 1921. Il padre, Fernando, era il primogenito di una famiglia di proprietari terrieri, dediti soprattutto all'olivicoltura e alla produzione di olio nella zona di Stifone; la madre, Antonietta Pacchelli, dal carattere forte, nonostante avesse sposato un esponente di una famiglia benestante, si laureò in pedagogia e si dedicò all'insegnamento per tutta la vita. Trascorse l'infanzia e l'adolescenza nel quartiere Trieste, dapprima a via Clitumno, poi a viale Gorizia, in una grande casa - biblioteca dove visse per quasi cinquanta anni, fino alla morte.
Terminata la scuola dell'obbligo, frequentò il Liceo Torquato Tasso, dove ebbe come compagni di classe, fra gli altri, Vittorio Gassman, con cui sviluppò una buona amicizia che resistette al tempo, e Luigi Squarzina. In quegli anni, ancora spensierati, il giovane Silori affinò le sue innate qualità di pianista e scrisse alcuni testi teatrali, che furono pubblicati su riviste "minori". Nel luglio del 1940 conseguì la maturità classica e si iscrisse alla Facoltà di Lettere dell'Università La Sapienza di Roma, ma il richiamo alle armi lo costrinse a sospendere di fatto gli studi e a trasferirsi a Nocera Inferiore per svolgere il Corso di Allievo Ufficiale.

### L'esperienza della guerra e la prigionia in Germania
Terminato il Corso Militare, con il Grado di Sottotenente di Artiglieria, a 19 anni fu inviato in Grecia con il 33º Reggimento, a comandare una Batteria di mortai. Quel Reggimento, all'inizio del 1941, aggregandosi con altri Reparti, formò la Divisione Acqui, di stanza sull'isola di Cefalonia, nel Mar Ionio. Dopo l'armistizio dell'8 settembre 1943, i militari italiani dell'isola, di fronte all'ultimatum tedesco che li metteva di fronte alla scelta di consegnare le armi e arrendersi o di essere fucilati, decisero di combattere, ma dopo alcuni giorni di dura battaglia, furono sopraffatti dalle più attrezzate truppe tedesche, aiutate anche dalla loro Marina.
I tragici eventi di quei giorni sono passati alla storia come l'Eccidio di Cefalonia e quella pagina fu considerata come il primo atto di "resistenza militare" italiana ai tedeschi. Silori fu uno dei pochi ufficiali sopravvissuti al massacro che, una volta catturati, poiché si rifiutarono di collaborare con il Terzo Reich, furono deportati in Germania come prigionieri "traditori badogliani". In questa particolare condizione di Internati Militari Italiani, cioè soggetti a un regime giuridico non previsto dalle convenzioni, gli italiani si trovarono in un limbo legato all'arbitrio totale dei tedeschi, senza neppure l'assistenza della Croce Rossa.
Silori trascorse circa venti mesi nel campo di prigionia di Fullen, detto "il campo della morte", in quella che allora era la Westfalia, vicino al confine con i Paesi Bassi, dove venne liberato - il 5 aprile 1945 - dalle truppe canadesi che scoprirono un lager abbandonato dai tedeschi e occupato ormai da qualche centinaio di relitti umani, in prevalenza italiani e sovietici.

### L'immediato dopoguerra
Tornato in Italia verso la fine del 1945, si sposò con la giovane fidanzata Daisy, figlia dell'attrice Tina Xeo, che lo aveva atteso per tutti gli anni della guerra, e, ripresi gli studi, si laureò in lettere alla Sapienza di Roma, iniziando poi un impegno universitario come assistente di Giuseppe Ungaretti, impegno che durò dal 1950 al 1959, intorno al quale mossero i loro primi passi nel mondo della cultura personalità come Leone Piccioni, Antonio Santoni Rugiu, Mario Petrucciani, Elio Filippo Accrocca, Raffaello Brignetti e altri. In quegli anni, tra il 1949 e il 1959, dette ulteriore corpo alle sue qualità di pianista, che si erano manifestate sin dall'adolescenza, avvicinandosi al Jazz. Entra anche timidamente nel mondo del cinema, frequentando i circoli intellettuali dell'Italia liberata, in particolare i gruppi di giovani intorno al cinema neorealista e al teatro "verista".
Nel 1949 iniziò a collaborare alla Radio come critico letterario e teatrale. Tre anni dopo, scrisse Terremoti per Erasmo, un testo teatrale surreale che, andato in onda il 20 giugno del 1953, inaugurò una lunga serie di radiodrammi scritti da Silori, il più famoso dei quali fu Stagione sulle baracche, pluripremiato, che - dopo la prima messa in onda del 23 ottobre 1954 - venne replicato decine di volte in Italia e, tradotto e adattato, in vari paesi europei. Scrisse anche un paio di importanti saggi critici su Eduardo De Filippo, uno studio filologico sulla poesia del Belli e collaborò con regolarità alla rivista Belfagor.

### Gli "anni della televisione"
Nel 1954, il nuovo amministratore delegato della RAI, Filiberto Guala (che sei anni dopo si ritirerà a vita religiosa ritirandosi come novizio nel Convento dei Padri Trappisti di Frattocchie), volle svecchiare l'ambiente conservatore e troppo "piemontese" dell'ex EIAR portando nell'allora nascente agone televisivo un gruppo di giovani intellettuali, prevalentemente docenti universitari, di varia estrazione culturale e collocazione politica. Alcuni di essi, tra cui Umberto Eco, Furio Colombo e Gianni Vattimo, furono dapprima formati tramite un corso tenuto dal dirigente RAI Pier Emilio Gennarini (e per questo furono battezzati "i corsari"), mentre un altro piccolo nucleo di trentenni - tra cui Leone Piccioni, Emilio Garroni, Antonio Santoni Rugiu e lo stesso Silori - venne direttamente lanciato a operare sul nuovo mezzo, dove, affiancandosi ai "corsari", segnerà la politica editoriale della RAI per circa un ventennio, apportando «una capacità inventiva e una vivacità produttiva come solo una ciurma di giovani eterogenei ed estranei all'ambiente paludato del gran corpo dell'azienda avrebbe potuto».

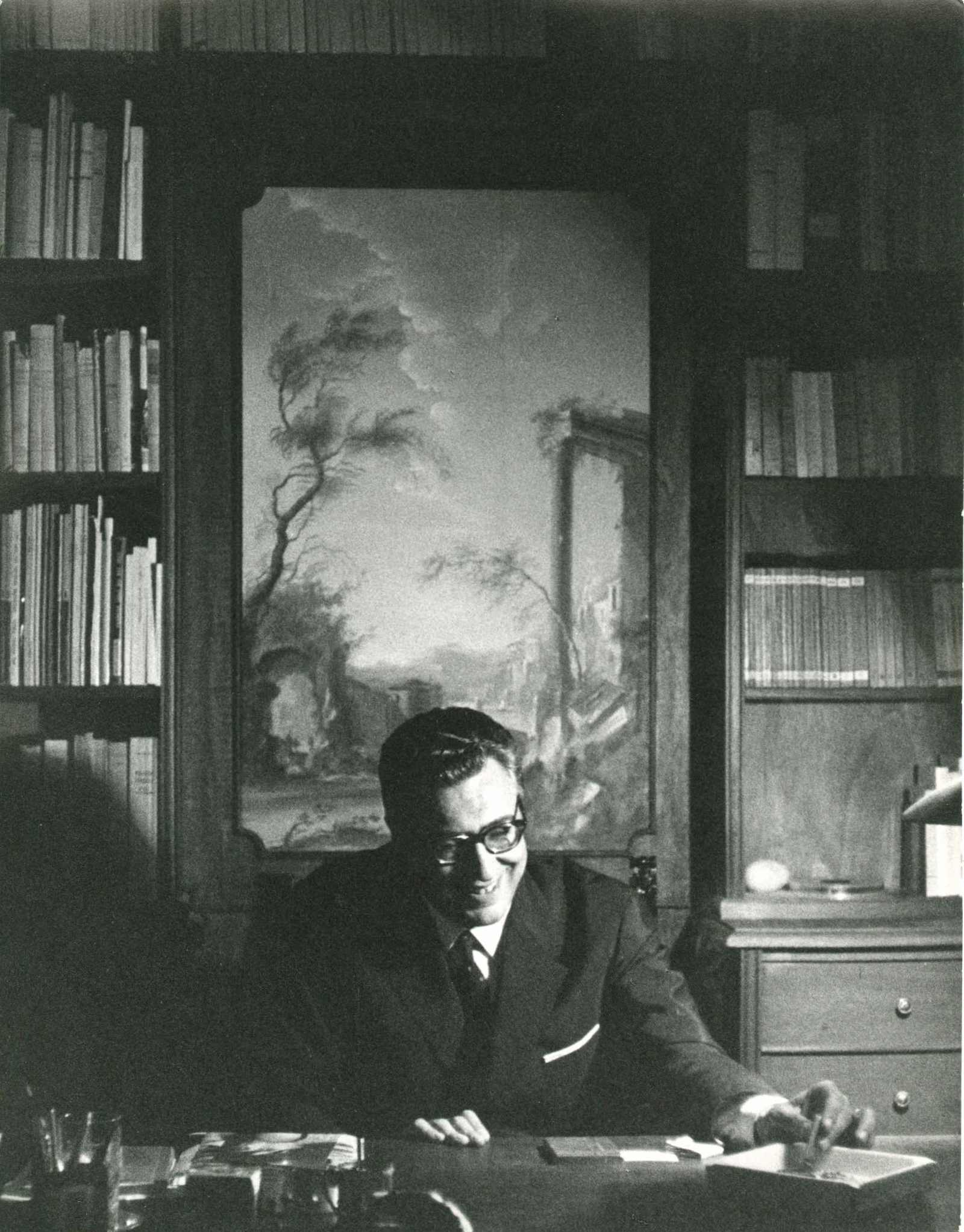
Lo scrittore Luigi Silori a Roma nel 1963

Fino a quel momento, l'unica trasmissione televisiva sui libri era stata Il commesso di libreria, di Franco Antonicelli, che andò in onda in sette puntate, tra il 13 dicembre 1953 e il 21 aprile 1954. Già nell'estate 1955, Silori fu chiamato come redattore di un nuovo quindicinale culturale, In libreria, che andò in onda per alcuni mesi. Per quasi tutto il 1956, Silori fu direttore di Enciclopedia TV, che presto cambiò nome in Dizionario delle idee correnti. Nell'autunno di quell'anno, a Silori fu affidata una rubrica di «libri, autori, avvenimenti culturali in Italia e fuori», battezzata Decimo migliaio, a cui collaborava anche Emilio Garroni, che andò in onda con periodicità quindicinale, ma in modo irregolare, fino a metà 1958 per una sessantina di puntate. Contemporaneamente, tra il 1957 e il 1958, Silori curò una trasmissione per ragazzi, Incontri con gli scrittori di teatro.
In seguito, fino al 1973, Silori apparirà in video in altre - più o meno - seicento occasioni, in programmi diversi, dei quali fu anche ideatore e, non raramente, regista. Con il suo modo di presentare libri in TV fece scuola e il suo nome fu spesso richiamato dai critici come il Bernard Pivot (l'autore del celeberrimo francese "Apostrophe") italiano, nonostante Silori avesse realizzato i suoi programmi culturali due decenni prima dell'epigono francese. A riprova di ciò, sta la collocazione nelle fasce serali e di massimo ascolto che ebbero alcune sue trasmissioni di maggior successo, quali Libri per tutti e Segnalibro. Oltre ai programmi strutturati di novità librarie, Silori presentò in TV molte opere filmate, concorrenti al Prix Italia; inoltre, nella prima metà degli anni Sessanta, curò un breve inserto di 10 minuti nella fascia preserale dal titolo Lei e gli altri, mentre tra il 1962 e il 1967 presentò, all'interno della fascia della TV dei ragazzi un'intelligente trasmissione, Nuovi Incontri, ideata e diretta da Cino Tortorella.
Vanno poi segnalate le Lezioni di teatro, trasmissioni che Silori curò tra il 1958 e il 1962, per un totale di una quindicina di puntate, dedicate a grandi autori e a grandi attori di prosa (cito, tra gli altri, G.B. Shaw, Pirandello, Osborne, Goldoni). Considerata la sua popolarità, che - con l'andata in video nelle ore di massimo ascolto - si accrebbe molto anche presso un pubblico più vasto, Silori si concesse alcune apparizioni in trasmissioni leggere, tra cui Camera 22 del 1966, con i fratelli Pisu e Canzonissima, nell'edizione '68, per la quale ricoprì il ruolo di presentatore di alcuni collegamenti esterni. Per la sua attività televisiva ricevette numerosi premi, tra cui il Premio Guglielmo Marconi per la TV nel 1962, insieme a Blasetti e Bisiach e un Premio Speciale degli editori italiani in occasione della 500ª trasmissione televisiva sui libri nel 1965.

### Gli ultimi anni
A partire dal 1975, Silori diradò moltissimo le proprie apparizioni televisive. Il riacutizzarsi dell'insufficienza respiratoria, causata inizialmente dalle gravi infezioni polmonari contratte durante la prigionia in Germania e il brusco cambiamento del clima aziendale della RAI, che, se da un lato stava meritoriamente riformandosi (passando dal controllo del Governo a quello del Parlamento), dall'altro fu investita da un processo di feroce "lottizzazione", che le impose di trascurare il valore del merito (a meno che questo non si accompagnasse a un'appartenenza partitica ben definita, prassi del tutto estranea al modo di pensare e di essere di un uomo come Silori), gli causarono una forma di rigetto culturale e lo indussero ad allontanarsi dalla TV.
Continuò, sì, a fare qualche apparizione sporadica in video (l'annuale serata del Premio Strega, qualche intervista in occasione di servizi su eventi culturali), ma si concentrò sull'insegnamento universitario (che, dopo oltre un decennio di lontananza, aveva ripreso nel 1973, vincendo un concorso a cattedra in Letteratura italiana), sulle trasmissioni radiofoniche RAI, che continuarono più o meno regolarmente fino all'inizio degli anni Ottanta, e sull'attività di conferenziere e di giurato di molti importanti premi letterari.
Dalla fine del 1982, le condizioni di salute peggiorarono notevolmente fino a che una polmonite acuta complicata lo portò a spegnersi prematuramente a Roma, nell'estate del 1983, poco più che sessantenne, lasciando la moglie, con cui aveva condiviso quasi quaranta anni di vita, e un figlio ventisettenne, Fernando. I funerali, svoltisi presso la Basilica di Sant’Agnese, videro la partecipazione di moltissimi esponenti di quel mondo della cultura a cui Silori aveva dedicato tutta la vita lavorativa, come fu testimoniato da quasi tutti i principali quotidiani nazionali. Luigi Silori è sepolto nella tomba di famiglia nel cimitero monumentale di Narni.

## Principali programmi televisivi RAI

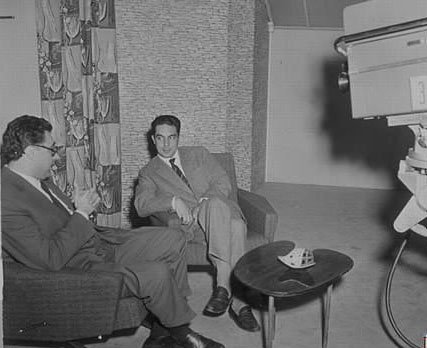
Luigi Silori intervista Italo Calvino, 1958.

- Decimo Migliaio (1956-1958). Di questa trasmissione si hanno notizie dall'Annuario RAI edito annualmente dalla ERI (uscì un unico volume per gli anni 1954, 1955 e 1956), che parla di una sessantina di puntate, andate in onda con cadenza quindicinale, il giovedì alle 18.30, della durata di circa 20 minuti ciascuna, dall'11 ottobre 1956 alla primavera 1958.[23] Il citato Annuario RAI, nell'edizione 1957, definisce la trasmissione come una rassegna di libri, autori e avvenimenti culturali in Italia e fuori. Umberto Eco la ricorda come un interessante esperimento di divulgazione culturale nel nuovo linguaggio televisivo, in un'intervista apparsa su Il Venerdì di Repubblica nel febbraio 2013.[24]
- Incontro con gli autori di teatro (1957-1958). Il programma, che andava in onda dal Centro di Roma, veniva trasmesso, all'interno della TV dei ragazzi, con cadenza mensile. L'Annuario RAI 1958 così la descrive: ... si propone di presentare al pubblico dei giovani (...) i tratti salienti dell'attività dei maggiori drammaturghi del mondo. Il programma contempera la parte spettacolare (...), con la parte più propriamente culturale, affidata agli interventi esplicativi ed illustrativi del presentatore (Silori). Ebbe un notevole successo e ancora oggi viene spesso riproposto dalle Teche Rai.
- Uomini e libri (1958-1961). Questo fu un programma piuttosto longevo, che Silori presentò per 177 volte. Ebbe inizio il 10 ottobre 1958, andando in onda sull'unico canale TV di quegli anni, il Nazionale, il venerdì alle 19.30, per poi passare al sabato, stessa ora, dal 5 dicembre del 1959. Durante i venti minuti della trasmissione, Silori (che era sia curatore che presentatore) passava in rassegna le principali novità librarie e intervistava, quasi sempre in studio (Roma e Milano si alternavano come sede della produzione), uno scrittore. Come dice Aldo Grasso (op. cit.) «non è facile per Silori far sedere in TV i più illustri letterati, a riprova delle perplessità che gli intellettuali nutrono nel nuovo mezzo»; nonostante ciò, alla trasmissione presero parte personalità come Elio Vittorini, Carlo Bo, Bonaventura Tecchi, Italo Calvino, Mario Pomilio, Giuseppe Ungaretti, Eugenio Montale, Vasco Pratolini e tanti altri.[25]

- Libri per tutti (1962-1963). Fu senza dubbio il programma televisivo di Silori che raccolse il maggior successo sia di critica che di pubblico, favorito dall'orario serale di messa in onda (le 22:30 del mercoledì, sul Nazionale), per la prima volta concesso dalla RAI a un "culturale", dall'impianto più strutturato (era prevista anche un'attrice che leggeva brani di libri), dalla regia "asciutta" di Enrico Moscatelli e dalla maturità nell'uso del mezzo televisivo ormai conquistata dal quarantenne Silori. Secondo Aldo Grasso, infatti, con Libri per tutti «nasce la figura del divulgatore di libri e assume le sembianze di Luigi Silori, ex assistente di Ungaretti, docente di letteratura italiana contemporanea nell'ateneo genovese, (…). Le trasmissioni di Silori sono delle sfilate, delle passerelle di uomini e di libri; è anche l'unico conduttore di trasmissioni sui libri cui sia concesso il privilegio di frequentare il palinsesto serale».[26] Andò in onda per due stagioni, per un totale di una novantina di puntate, che si caratterizzarono anche per frequenti servizi filmati in cui Silori andava a intervistare scrittori o personaggi vari nelle loro sedi o negli stessi studi RAI.[27]

- L'approdo (1963-1965). Il programma televisivo nacque nel 1963, come "figlio" della rubrica radiofonica omonima nata a Firenze alla fine del 1945. Andò in onda dal febbraio 1963 al dicembre 1972, ma Silori vi partecipò solo per le prime due stagioni, nella prima come redattore (libri e letteratura), nella seconda come condirettore con Raimondo Musu e Silvano Giannelli.[28]

- Segnalibro (1965-1967)
- Sapere (1969-1972)[29]

## Principali programmi radiofonici RAI
- L'Approdo radiofonico (1945-1968), un rotocalco culturale di arte, letteratura e poesia, ideato da Adriano Seroni e Leone Piccioni, in cui Silori, dal 1963 al 1968, intervistava personalità della cultura. Andava in onda il mercoledì sera sul Programma Nazionale, dalla fine della guerra fino al '68. Silori vi prese parte dal 1954 al 1961.
- Il programmista (1957-1971), una rassegna sui principali programmi RAI della settimana, testi di Silori letti da Luciano Alto. Andava in onda la domenica mattina sul Programma Nazionale.
- Consigli per voi: un libro, un intermezzo di novità editoriali di circa dieci minuti, curato e detto da Silori, che andò in onda nel 1967 con cadenza quindicinale per una ventina di puntate il lunedì alle ore 9:05 sul Secondo Programma.
- Bellosguardo (1962-1965), un programma culturale di approfondimento in cui Silori moderava un dibattito tra esponenti della cultura su temi vari. Andava in onda il martedì sul Programma Nazionale dalle ore 18:00 alle ore 18:45.
- Pagina aperta (1967-1970), un programma settimanale di mezz'ora condotto dapprima insieme, poi alternativamente da Libero Bigiaretti e Silori, che andò in onda dall'autunno del 1967 fino alla tarda primavera del 1970 sul Terzo Programma alle ore 18:45 del giovedì, trattando temi culturali vari con ospiti del mondo culturale (Giorgio Bocca, Carlo Bo, Carlo Cassola, Fulco Pratesi, Emilio Servadio, Alba de Céspedes, Goffredo Petrassi, Cesare Garboli).
- Dito puntato (1968-1969), un programma settimanale condotto da Libero Bigiaretti e Silori, che andò in onda sul Programma Nazionale il lunedì alle 22:05 dal 15 gennaio 1968 al 30 giugno 1969, per un totale di 59 puntate di circa 20 minuti ciascuna.
- Punto interrogativo (1972-1976), rubrica quotidiana condotta da Silori (e, in seguito, alternandosi i conduttori con Silori secondo una cadenza settimanale, da Bigiaretti a Silvano Giannelli, da Livia De Stefani a Fulvio Tomizza) su "fatti e personaggi del mondo della cultura", andata in onda dal lunedì al venerdì alle ore 15 su Secondo Programma dal 10 gennaio 1972 fino all'11 giugno 1976, per un totale di circa mille puntate di 25 minuti ciascuna.
- Il Progetto veneziano (1976), uno speciale in sette puntate sulla Biennale, condotto da Marcello Clemente e Silori, andate in onda su Rai Radio 1 il venerdì alle 17:35, dal 27 agosto all'8 ottobre 1976, della durata di 35 minuti ciascuna.

## L'attività di divulgatore
Oltre alla sua attività di presentatore televisivo e radiofonico, Silori svolse un'intensa opera di divulgazione culturale, collaborando a periodici di larga diffusione e partecipando a manifestazioni ed eventi vari, ove, attraverso un linguaggio chiaro e non specialistico, cercava di appassionare alla narrativa e comunque alla lettura un pubblico vasto, soprattutto delle generazioni più nuove. Con lo pseudonimo di Monitor (poi divenuto, a partire dal terzo numero del 30 novembre 1958, Monitore), collaborò ininterrottamente con una rivista, edita dalla Società Editrice Universale di Roma, Italia domani - Settimanale politico di attualità, dal n. 1 del 16 novembre 1958 (anno I) al n. 7 del 28 dicembre 1958, e poi dal n. 1 del 4 gennaio 1959 fino al n. 44 del 1º novembre 1959. In tutto 51 articoli di critica radiotelevisiva, in una rubrica chiamata Radio e TV, leggendo i quali si trovano trattati molti dei temi che saranno oggetto del dibattito critico degli anni Settanta e Ottanta.
Tra il 1963 e il 1964, Silori curò una rubrica fissa per il settimanale Settimo giorno (rivista fondata da Gianni Mazzocchi e diretta da Emilio Radius), dal titolo Le domande di Silori, in cui intervistò con tono colloquiale e talvolta scherzoso personalità della cultura, tra cui Luciano Bianciardi, Primo Levi, Vasco Pratolini, Umberto Eco, Luigi Compagnone, Diego Fabbri, Bompiani, Aldini, Ottieri, Campanile, Berto, Furio Colombo, Antonio Carrelli e altri, per oltre 40 interviste complessive. Dal 1967 al 1972 collaborò al Corriere dello Sport, all'epoca della direzione di Antonio Ghirelli, il quale tentò di far raggiungere dalla cultura i milioni di lettori della stampa sportiva. Silori scrisse oltre un centinaio di articoli, molti dei quali recensioni librarie, che erano ospitati nell'inserto di due pagine chiamato Forza, ragazzi!, a cui collaborarono scrittori italiani del calibro di Luigi Compagnone, Domenico Rea, Giovanni Arpino.

## Opere teatrali
- Terremoti per Erasmo (radiodramma), un testo surreale e satirico sulla burocrazia, andato in onda per la prima volta il 20 giugno 1953 sul Secondo Programma, per la regia di Alberto Casella e successivamente replicato sul Programma Nazionale il 23 giugno 1955.
- Il pigro Orfeo (radiodramma), scritto con Antonio Santoni-Rugiu, andato in onda per la prima volta il 20 febbraio 1954 sul Terzo Programma, per la regia di Enzo Convalli e successivamente replicato il 9 luglio 1954 da Radio Monte Ceneri (Radio TV della Svizzera italiana).
- Stagione sulle baracche (opera in prosa, adattata a radiodramma), andato in onda per la prima volta il 23 ottobre 1954 sul Programma Nazionale, per la regia di Guglielmo Morandi e successivamente replicato sul Secondo Programma il 13 luglio e il 3 dicembre 1955. Fu anche trasmesso più volte, a partire dal 16 marzo 1956 da Radio Monte Ceneri (Radio TV della Svizzera italiana). Il radiodramma, tradotto, ebbe un buon successo, fino all'inizio degli anni '80, alla Radio Cecoslovacca dove fu replicato sei volte. L'opera, pluripremiata, scritta originariamente per il teatro e successivamente adattata per la Radio, narra una sofferta storia d'amore ambientata in una delle baraccopoli del dopoguerra italiano.
- Avventure di viaggio (radiodramma), andato in onda per la prima volta il 10 novembre 1954 sul Secondo Programma, per la regia di Luchino Visconti e successivamente replicato sul Programma Nazionale il 30 ottobre 1955 e il 25 agosto 1957 e su Radio Monte Ceneri (Radio TV della Svizzera italiana) il 18 agosto 1957.
- L'eredità (radiodramma), andato in onda per la prima volta l'11 dicembre 1954 sul Programma Nazionale, per la regia di Eugenio Salussolia. All'opera fu assegnato il Premio nazionale radiodrammatico Sinart per il biennio '53 - '54. Fu più volte replicata.
- Voci per la signora Luciana (radiodramma), andato in onda per la prima volta il 20 aprile 1956 su Radio Monte Ceneri (Radio TV della Svizzera italiana).
- L'Imperatore (opera musicale), messo in scena per la prima volta il 19 ottobre 1958 al Teatro Donizetti di Bergamo, sotto la direzione dello stesso compositore della musica, Carlo Franci.
- Il diavolo e Rossi Smith (commedia musicale) in un atto, con musica composta da Carlo Franci.

## Opere letterarie

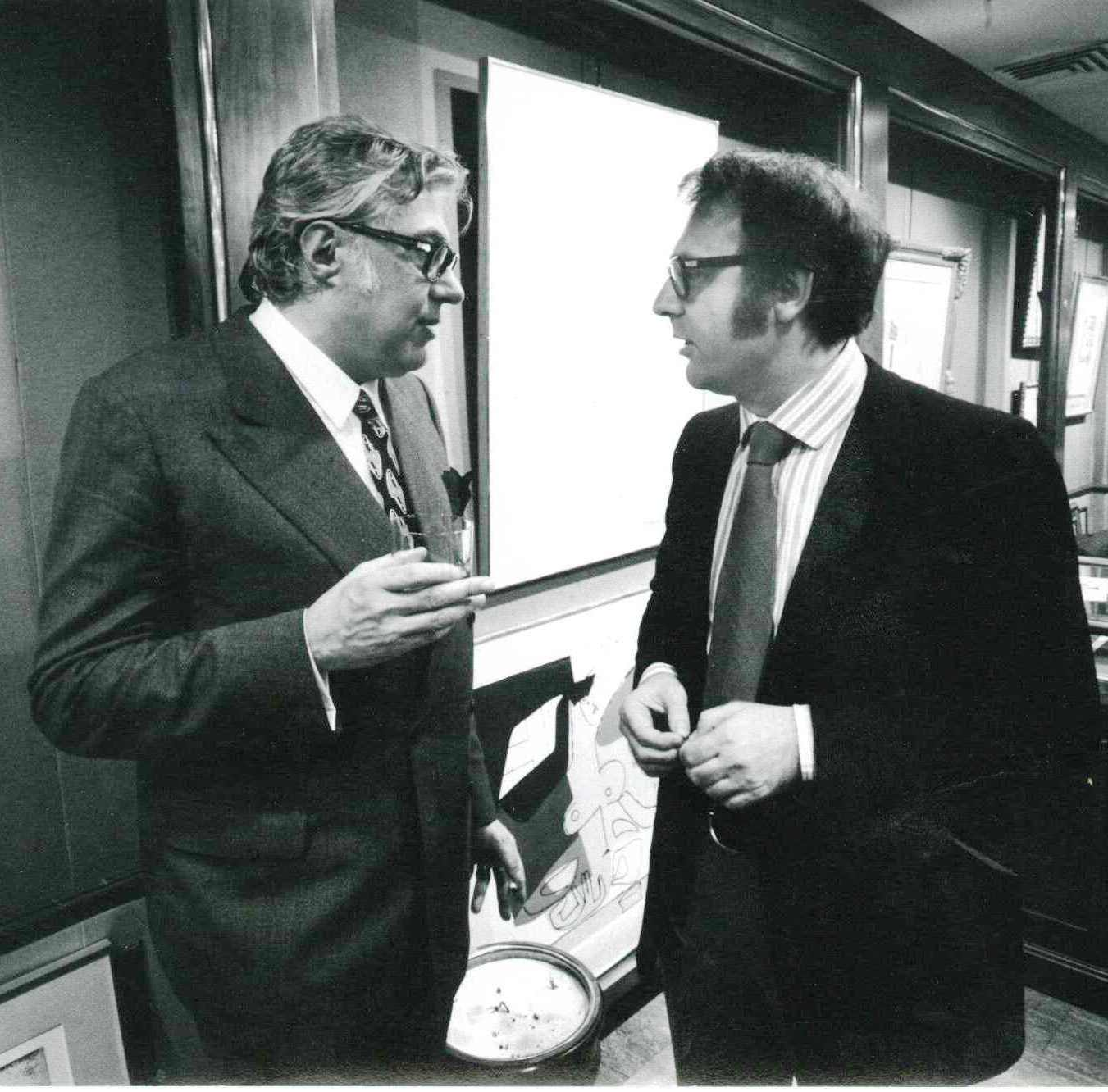
Gli scrittori Alberto Bevilacqua (a destra) e Luigi Silori a Parma nel 1968

- Studi sulla poesia del Belli (Gismondi, 1957)
- (con Giuseppe Ungaretti e Carlo Riccio) Trésor de la Poésie universelle, capitolo sullo Zibaldone di Leopardi, (Gallimard, 1958)
- (con L. de Libero, E. Sanguineti, P.P. Pasolini) A Giuseppe Ungaretti per il Suo 70º compleanno (De Luca, 1958)
- Voci romanesche. Aggiunte e commenti al Vocabolario Chiappini Rolandi (Accademia della Crusca, 1959)
- (con E. Montale, G. Petroni, N. Risi) Critici lettori e complessi (Segnacolo, 1960)
- (con C. Zavattini, G. Vigolo) Note allo Zibaldone leopardiano (Segnacolo, 1961)
- (con Ugo Carlotti) Le Bucoliche di Virgilio (Zanichelli, 1963)
- (con A. Baldini) Nuovi Racconti italiani (Nuova Accademia, 1963)
- (con Fusco, Soldati, Comisso, Zavattini) Quando l'Italia tollerava (Canesi, 1966, Neri Pozza, 2001, Sellerio 2005)
- La gran vecchia (Edizioni Bietti, 1968), con una lunga prefazione di Libero Bigiaretti
- Vent'anni di narrativa italiana 1945 - 1965 (Edindustria, 1967)
- (con Berenice, I. Calvino, R. Alberti, C. Bernari) Omaggio a Ungaretti nel Suo 80º compleanno (Sciascia, 1968)
- (con Arpino, Brera, Buzzati, Chiara, Compagnone) Racconti dello sport (Arnoldo Mondadori Editore, 1970)
- Le operette morali di Giacomo Leopardi, (Milella, 1970)
- (con Bevilacqua, Calvino, Castellaneta, Pasolini, Rea) Storie di sport (Garzanti, 1972)
- (curatore di) Il Modulo[32] (Enciclopedia Britannica, 1973)
- Parliamoci chiaro! (Edizioni Bietti, 1976)
- Prendine mille e una (Guida Editori, 1976)
- Invito alla lettura di Bigiaretti (Mursia, 1977)
- Prospettive ideologiche e spunti polemici nello Zibaldone leopardiano (Adriatica, 1978)
- Gli Amori pastorali di Dafne e Cloe (Salerno Editrice, 1980) ISBN 88-85026-51-6
- Il fatale Monstrum nella letteratura romantica (Milella, 1981)
- (con A. Asor Rosa, L. de Nardis, L. Piccioni) Ungaretti e la cultura romana (Bulzoni Editore, 1983)

## Premi letterari come giurato
- Premio Strega (1964-1983)[33]
- Premio Lerici-Pea (1961-1975)
- Premio Riccardo Bonfiglio (1964-1978), istituito a Milano nel 1964
- Premio Rapallo Prove (1964-1983), istituito nel 1962 per iniziativa dello scrittore Nino Palumbo
- Premio Napoli (sezione Radio e TV) (1965-1968)
- Premio Il libro dell'anno (1967-1983). Silori, dopo la morte del fondatore, l'editore Alberto Marotta, avvenuta nel 1978, diventerà presidente della giuria di questo premio.
- Concorso Nazionale di Poesia Inedita, Premio Città di Bari - Marina di Palese (1973-1983)